# 장자커우시 첨단 기술 산업 개발구
장자커우시 첨단 기술 산업 개발구(중국어 간체자: 张家口市高新技术产业开发区, 정체자: 張家口市高新技術產業開發區)는 중화인민공화국 허베이성 장자커우시에 있는 국가 첨단 기술 산업 개발구이다. 1992년 11월에 신설되었으며 면적은 151.85km2, 인구는 141,219명이다.

## 행정 구역
4개 진과 2개 소목, 39개 촌, 4개 사구를 관할한다.